# Copris sallei
Copris sallei är en skalbaggsart som beskrevs av Edgar von Harold 1869. Copris sallei ingår i släktet Copris och familjen bladhorningar. Inga underarter finns listade i Catalogue of Life.